# Uglata kukavičica
Uglata kukavičica (uglata graholika, grašolika ugljasta; lat. Lathyrus angulatus), biljna vrsta iz porodice mahunarki. Pripada rodu kukavičica. Vrsta je raširena u srednjem i zapadnom Sredozemlju, a zastupljena je i u Hrvatskoj
Stariji hrvatski naziv za nju je sekirica diva, Šulek, B., 1879.

## Sinonimi
- Lathyrus hexaedrus Bory & Chaub.
- Lathyrus longepedunculatus Ledeb.
- Orobus angulatus (L.) Philippe